# إيطاليا في الألعاب الأولمبية
إيطاليا في الألعاب الأولمبية الألعاب الأولمبية هي حدث مهم في إيطاليا، وتقوم اللجنة الأولمبية الوطنية الإيطالية بالإشراف في شؤون مشاركة في الألعاب الأولمبية ، كانت إيطاليا من الدول التي شاركت في أول دورة للألعاب الأولمبية في أثينا 1896 وفازت بأول ميدالية لها في دورة 1900 في باريس عاصمة فرنسا، وقد شاركت إيطاليا في جميع الدورات ما عدا دورة 1904، إستضافت مدينة روما عاصمة إيطاليا دورة الألعاب الأولمبية الصيفية 1960، إيطاليا هي من أقوى الدول التي تنافس في الألعاب الأولمبية الصيفية وعادةً ما تنهي ترتيب الميداليات في كل دورة في المراكز ال10 الأولى، فازت إيطاليا حتى الآن بمجموع 549 ميدالية في الألعاب الأولمبية الصيفية منها 198 ميدالية ذهبية و 166 فضية و 185 برونزية ،وأكثر الرياضات التي تنافس فيها إيطاليا هي المبارزة وسباق الدراجات الهوائية وألعاب القوى والملاكمة والجمباز والتجديف والرماية والفروسية وبدرجة أقل في المصارعة ورفع الأثقال والسباحة وكرة الماء والغطس والإبحار والجودو والتايكواندو وكرة القدم ورياضات أخرى.
في الألعاب الأولمبية الشتوية تعتبر إيطاليا من الدول التي شاركت في جميع دوراتها، من أول دوراتها في دورة 1924 في شاموني في فرنسا، كما أن إيطاليا إستضافت الألعاب مرتين الأولى كانت في دورة 1956 في مدينة كورتينا دامبيدزو والثانية كانت في دورة دورة 2006 في مدينة تورينو وعادةً ما كانت تحقق إيطاليا نتائج طيبة في هذه الألعاب، أكثر الرياضات التي كانت تنافس فيها إيطاليا هي التزلج على المنحدرات الجليدية والتزلج الريفي والزحافات الثلجية والزلاجة الجماعية والتزلج السريع.

## وصلات خارجية
- إيطاليا في الألعاب الأولمبية
- الفائزون بالميداليات الأولمبية
- موقع اللجنة الأولمبية الإيطالية